# Salvatore Rinella
Salvatore Rinella (ur. 27 lutego 1975) – włoski zapaśnik w stylu wolnym. Olimpijczyk z Aten 2004, gdzie zajął siódme miejsce w kategorii 74 kg. Dziesiąte miejsce w mistrzostwach świata w 2005. Piąty w mistrzostwach Europy w 2000. Brąz na igrzyskach śródziemnomorskich w 1997, 2001 i 2005. Wojskowy mistrz świata w 2005 roku.